# 孚日广场
孚日广场（法語：Place des Vosges，法語發音：[plas de voʒ]）是法国巴黎最古老的广场，位于瑪萊區，跨巴黎第三区和巴黎第四区。最初称为皇家广场（Place Royale），由亨利四世兴建于1605年到1612年，长宽为140 m x 140 m。法國大革命後，政府徵稅，孚日省區首先響應配合，為了紀念孚日省區的支持，皇家廣場因此而更名。

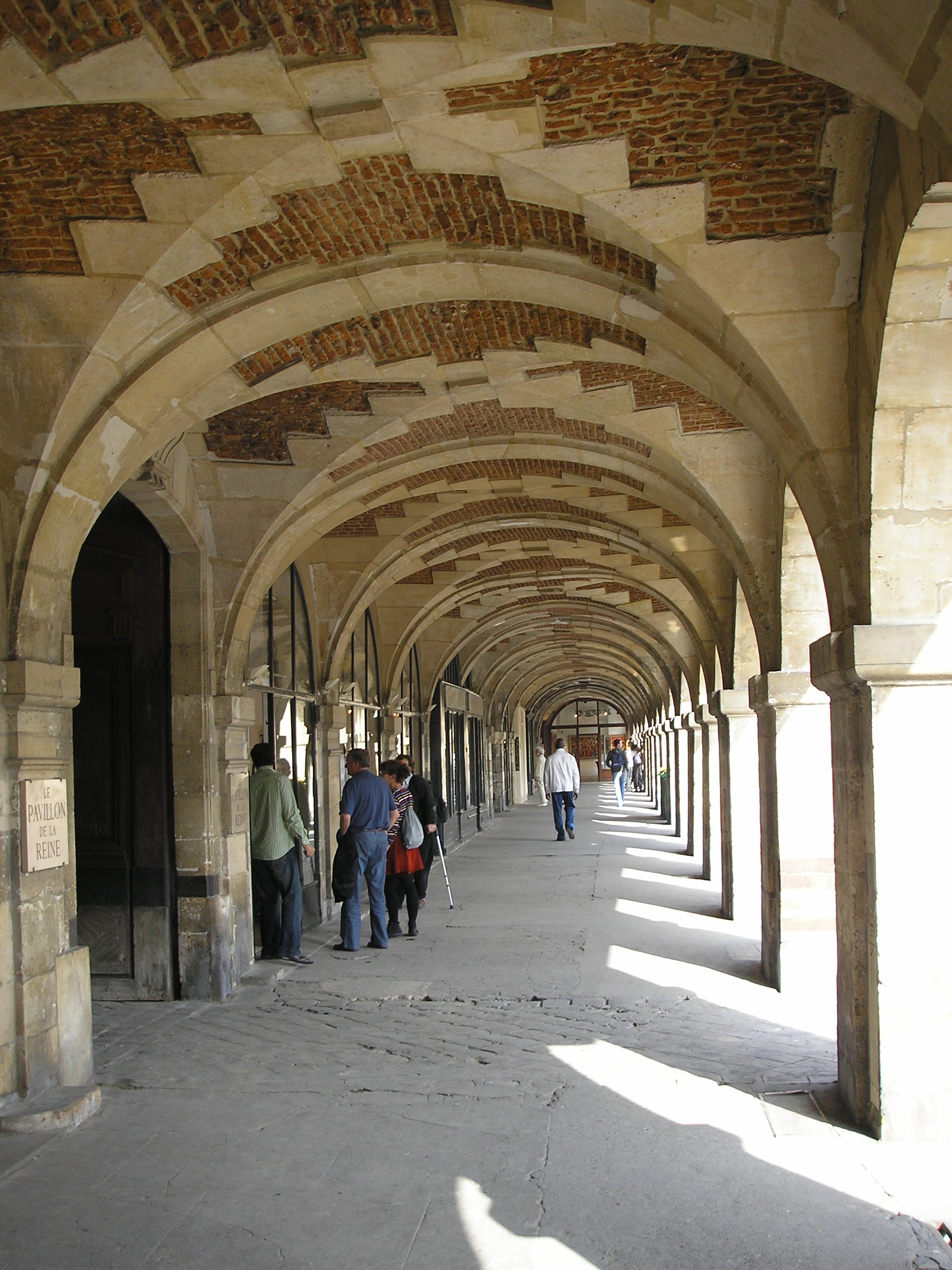
Arcades at Place des Vosges

## 历史
正方形的孚日广场是由法王亨利四世下令于1605-1612年间作为皇家广场（Place Royale）建造的。在路易十三与奥地利的安娜（1601-1666）以及西班牙的腓力四世和路易十三的妹妹，伊丽莎白，1612年的集体婚礼期间曾举行过盛大的骑士比赛。
孚日廣場東南角的角落的一棟建築是大文豪雨果的故居，雨果跟他的夫人以及個小孩在此生活多年，現在改成維克多·雨果之家，放置雨果大文豪相關的手稿、文物，供後人瞻仰。

## 建筑
- 1号：国王阁（Pavillon du Roi），广场南侧中央
- 1b号：库朗热府邸（Hôtel Coulanges），广场南侧
- 3号：蒙莫兰府邸（Hôtel de Montmorin），广场南侧
- 5号：拉萨勒府邸（Hôtel de la Salle），广场南侧
- 7号：叙利府邸（Hôtel de Sully），广场西南角
- 9号：绍讷府邸（Hôtel de Chaulnes），广场西侧
- 11号：皮耶拉尔府邸（Hôtel Pierrard），广场西侧
- 13号：迪埃尔哈莫府邸（Hôtel Dyel des Hameaux），广场西侧中央
- 15号：马尔尚府邸（Hôtel Marchand），广场西侧
- 17号：夏巴纳府邸（Hôtel de Chabannes），广场西侧
- 19号：蒙布隆府邸（Hôtel de Montbrun），广场西侧
- 21号：黎塞留枢机府邸（ Hôtel du Cardinal de Richelieu），广场北侧
- 23号：巴索姆皮埃勒府邸（Hôtel de Bassompierre），广场北侧
- 25号：Hôtel de l'Escalopier，广场北侧
- 2b号，广场南侧
- 2号：Hôtel Genou de Guiberville，广场南侧
- 4号，广场南侧
- 6号：罗昂-盖梅内府邸（Hôtel de Rohan-Guémené）-维克多·雨果之家，广场南侧
- 6b号：泰奥菲尔·戈蒂耶职业中学（Lycée professionnel Théophile Gautier），广场东南角
- 8号：富尔西府邸（Hôtel de Fourcy），广场东侧
- 10号：沙蒂永府邸（Hôtel de Châtillon），广场东侧
- 12号：拉丰府邸（Hôtel Lafont），广场东侧
- 14号：里博府邸（Hôtel de Ribault）- 夏尔·利谢犹太会堂（Synagogue Charles Liché），广场东侧中央
- 16号：阿斯费尔特府邸（Hôtel d'Asfeldt），广场东侧
- 18号：克雷芒-东奈府邸（Hôtel de Clermont-Tonnerre），广场东侧
- 20号：Hôtel d'Angennes de Rambouillet，广场东侧
- 22号：拉斐马斯府邸（Hôtel Laffemas），广场东侧
- 24号：维特里府邸（Hôtel de Vitry），广场北侧
- 26号：特雷姆府邸（Hôtel de Tresmes），广场北侧
- 28号：埃斯皮努瓦府邸（Hôtel d'Espinoy ）、王后阁（Pavillon de la Reine），广场北侧中央

## 雕塑
- 路易十三骑马雕像